# Giardino Eden
Der Giardino Eden ist ein historischer Garten auf der Insel Giudecca in Venedig.
Das Areal wurde im 16. Jahrhundert von Mönchen erstmals genutzt, danach erbaute ein Patrizier den kleinen Palast „Villa delle Rose“.

Vorderer Teil des „Giardino Eden“ in Venedig

Palazzo des „Giardino Eden“

Seinen Namen erhielt der Garten Ende des 19. Jahrhunderts von dem Engländer Frederik Eden, der ihn gemeinsam mit seiner Frau Caroline aus einer damals landwirtschaftlich genutzten Fläche über Jahre hinweg zu einem der berühmtesten Gärten Venedigs machte. Zahlreiche Künstler wie Marcel Proust, Rainer Maria Rilke, George Bernard Shaw, Gabriele D’Annunzio, Ernest Hemingway, Rabindranath Tagore, Jean Cocteau und Eleonora Duse besuchten diesen Garten und schrieben auch über diesen. Nach Caroline Edens Tod im Jahr 1928 kaufte die verwitwete Prinzessin Aspasia von Griechenland (Aspasia Manos) den Giardino Eden. Ihre Tochter Alexandra von Griechenland, die mit Peter II Karagyorgevich, dem exilierten König von Jugoslawien verheiratet war, schrieb im Garten ihre Memoiren For a King’s Love.
1979 kaufte der österreichische Künstler Friedensreich Hundertwasser über seine Schweizer Firma den Giardino Eden. Hundertwasser veranlasste keinerlei gartenpflegerische Eingriffe mehr, da der Garten der Natur überlassen bleiben soll und allmählich verwildert. Park und Villa gingen nach dem Tod Hundertwassers im Jahre 2000 in den Besitz der Hundertwasser-Stiftung über. Die Rechtmäßigkeit der Erbschaft wird von Hundertwassers Tochter Heidi Trimmel in Zweifel gezogen.  Derzeit sind keine Besucher zugelassen.